# Hovhannes Danielyan
Hovhannes Danielyan (født 11. april 1987) er en armensk tidligere amatørbokser, som boksede i vægtklassen let-fluevægt. 
Danielyan deltog ved Sommer-OL 2008, hvor han i ottendedelsfinalen tabte til Birzhan Zhakypov fra Kasakhstan. Han har en guldmedalje og to bronzemedaljer fra EM i boksning.